# إريش يوسكوفياك
إريش يوسكوفياك مواليد 7 سبتمبر 1926 في أوبرهاوزن - الوفاة 1 يوليو 1983 في دوسلدورف، ألمانيا الغربية، كان لاعب كرة قدم ألماني دولي سابق كان يلعب كمدافع. اعتزل اللعب عام 1962. سبق له أن لعب في كأس العالم لكرة القدم مع منتخب بلاده. بدأ مسيرته الرياضية عام 1943.

## المسيرة الاحترافية

### أندية لعب لها
- فورتونا دوسلدورف

## روابط خارجية
- إريش يوسكوفياك على موقع الاتحاد الدولي (مؤرشف)  (الإنجليزية)
- إريش يوسكوفياك على موقع قاعدة بيانات كرة القدم.إي يو (الإنجليزية)
- إريش يوسكوفياك على موقع بيانات كرة القدم. دي إي (الألمانية)
- إريش يوسكوفياك على موقع ناشيونال فوتبول تيمز (الإنجليزية)
- إريش يوسكوفياك على موقع عالم كرة القدم.نت (الإنجليزية)